# Società cooperativa (diritto italiano)
La società cooperativa (abbreviata in Soc. Coop. o S.C.), nell'ordinamento italiano, è una società costituita per gestire in comune un'impresa che si prefigge lo scopo di fornire agli stessi soci (scopo mutualistico) quei beni o servizi per il conseguimento dei quali la cooperativa è sorta.
Fino al 2001 il codice civile della Repubblica Italiana prevedeva che per costituire una cooperativa ci volesse un minimo di 9 soci, mentre dal 2001 con un numero di soci da 3 ad 8 si poteva costituire una piccola società cooperativa con la stessa operatività: con la riforma del diritto societario l'istituto giuridico della piccola cooperativa è stato abrogato e si è prevista la possibilità di costituire società cooperative anche con un numero minimo di 3 soci.
Capisaldi del sistema cooperativo sono i principi di mutualità, solidarietà e democrazia. A differenza delle altre imprese, la cooperativa non persegue il profitto.

## Caratteri peculiari

### Funzione sociale
A norma dell'articolo 45 della Costituzione la Repubblica riconosce la funzione sociale della cooperazione a carattere di mutualità e senza fini di speculazione privata.

### I soci
All'interno di una società cooperativa, i soci sono normalmente persone fisiche. Cionondimeno il Codice civile italiano prevede espressamente, all'art. 2538 comma 3, che possano farne parte anche le persone giuridiche. A quanto pare, ci sarebbero delle limitazioni nel caso delle "cooperative di produzione lavoro"..
Una delle peculiarità del mondo cooperativo è che i lavoratori sono anche soci, capovolgendo così il tradizionale schema "datore di lavoro-dipendenti". Ovviamente, i soci-lavoratori, se eletti dagli altri soci, possono diventare pure amministratori.

### Lo scopo mutualistico
La cooperativa è un'impresa - in forma di società - nella quale il fine e il fondamento dell'agire economico è il soddisfacimento dei bisogni della persona (il socio): alla base della cooperativa c'è dunque la comune volontà dei suoi membri di tutelare i propri interessi di consumatori, lavoratori, agricoltori, operatori culturali, ecc.
L'elemento distintivo e unificante di ogni tipo di cooperativa - a prescindere da ogni altra distinzione settoriale - si riassume nel fatto che, mentre il fine ultimo sia delle società di persone sia delle società di capitali è la realizzazione del lucro e si concretizza nel riparto degli utili patrimoniali, le cooperative hanno invece uno scopo mutualistico, che consiste – a seconda del tipo di cooperativa - nell'assicurare ai soci il lavoro, o beni di consumo, o servizi, a condizioni migliori di quelle che otterrebbero dal libero mercato.

#### Laprevalenzamutualistica
Fondamentale è la distinzione tra:
- cooperative a mutualità prevalente, tra le quali una categoria a parte sono le cooperative sociali;
- cooperative non a mutualità prevalente, dette "cooperative diverse".

In base al codice civile sono società cooperative a mutualità prevalente, in ragione del tipo di scambio mutualistico, quelle che (art. 2512):
- svolgono la loro attività prevalentemente in favore dei soci, consumatori o utenti di beni o servizi;
- si avvalgono prevalentemente, nello svolgimento della loro attività, delle prestazioni lavorative dei soci;
- si avvalgono prevalentemente, nello svolgimento della loro attività, degli apporti di beni o servizi da parte dei soci.

Il codice civile prevede criteri oggettivi per il calcolo della prevalenza e fissa i vincoli statutari da adottare per le cooperative a mutualità prevalente (art. 2513 e 2514).
Le cooperative sociali sono considerate di diritto a mutualità prevalente.
Le disposizioni fiscali di carattere agevolativo previste dalle leggi speciali si applicano soltanto alle cooperative a mutualità prevalente; inoltre queste ultime non possono trasformarsi in società a scopo di lucro, mentre l'eventuale passaggio da cooperativa a mutualità prevalente a cooperativa a mutualità non prevalente è disciplinato dall'art. 2545-octies.

### Il voto capitario
Le cooperative sono caratterizzate dal voto capitario dei soci, ovvero dal fatto che ogni socio ha diritto a un voto in Assemblea, indipendentemente dal valore della propria quota di capitale sociale: viceversa, nelle società per azioni i voti sono attribuiti in proporzione al numero di azioni (con diritto di voto) possedute da ogni socio.
Ai soci cooperatori persone giuridiche tuttavia, può spettare un numero di voti superiore (fino a cinque), e lo stesso si può dire per gli appartenenti alla categoria dei soci sovventori. A particolari condizioni, e sempre se è previsto dallo Statuto, possono essere assegnati più voti (ma non oltre cinque) anche alle persone fisiche.
È possibile il voto per delega. Generalmente vengono delegati altri soci, tuttavia, nell'ambito di un'attività di impresa familiare, si può delegare un familiare ma solo se collabora nell'attività della stessa impresa familiare.

### Altre peculiarità
Caratteristica propria della cooperativa è pure il principio di parità tra i soci (democrazia economica), che implica, tra l'altro, oltre al voto capitario, la necessità di un giudizio motivato sui motivi di ammissione o sul diniego di ammissione nei confronti di nuovi soci (art. 2528, quarto comma).
Ulteriori caratteristiche fondamentali sono: 
- il principio cosiddetto della porta aperta (non è necessario modificare l'atto costitutivo a seguito dell'ammissione di nuovi soci: art. 2524);
- il capitale variabile della società cooperativa (art. 2511).

La partecipazione dei soci cooperatori al capitale sociale può essere rappresentata da quote (se si adotta la struttura di s.r.l.) o azioni (se viene adottata la struttura di società per azioni).
Il codice civile riconoscendo la variabilità del capitale come un elemento peculiare delle società cooperative, non stabilisce un valore minimo da sottoscrivere, ma stabilisce quale debba essere il valore minimo della quota pro capite: € 25,00. Nelle società per azioni, invece, il valore dell'azione non può essere superiore a € 500,00.

### Il prestito sociale
Per l'esclusivo conseguimento dell'oggetto sociale, la società cooperativa (esclusa la cooperativa di credito) può raccogliere finanziamenti (detti "prestiti sociali") tra i propri soci entro l'importo massimo per socio determinato dal relativo Decreto del Ministro del Lavoro. Nelle cooperative con meno di 50 soci il massimo globale della raccolta non può essere superiore al triplo del patrimonio (aumentato al quintuplo in caso di idonea garanzia dei soci finanziatori). Il tasso d'interesse massimo non può essere superiore a quello del Buono fruttifero postale aumentato del 2,50%, assoggettato alla normale ritenuta fiscale del 26% annuo.

## Struttura giuridica
Le cooperative sono regolate dalle norme specifiche presenti nel codice civile, dall'articolo 2511 all'art. 2548, e, in quanto compatibili, dalle disposizioni sulla società per azioni (art. 2519, primo comma).
Per le cooperative costituite da meno di nove soci è obbligatoria (art. 2522, secondo comma) l'applicazione delle norme sulle s.r.l. (e possono essere costituite esclusivamente da persone fisiche, non da persone giuridiche). L'art. 2538 del codice civile, novellato dal D. lgs. n. 6/2003, ha stabilito che le cooperative possano assumere la sola forma della società a responsabilità limitata, vietando il fatto che i soci possano essere chiamati a rispondere delle obbligazioni sociali secondo un multiplo delle quote conferite. Tuttavia, l'Assemblea ordinaria può deliberare a maggioranza la raccolta dei risparmi presso i soli soci in relazione all'oggetto sociale dell'impresa, caso nel quale tali somme confluiscono nel patrimonio aggredibile dai creditori (Testo unico bancario, art. 11).

Lo stesso decreto ha abolito la forma della "piccola società cooperativa", caratterizzata da un numero di soci variabile da tre a nove, incorporandola nelle cooperative vere e proprie. 
Le norme sulla società a responsabilità limitata possono essere applicate anche nel caso in cui si verifichi una delle seguenti condizioni (e l'atto costitutivo preveda espressamente l'applicazione di tali norme):
- numero dei soci inferiore a venti,
- attivo patrimoniale inferiore a un milione di euro.

Le società cooperative godono di autonomia patrimoniale perfetta. L'art. 2518 dispone che nelle società cooperative per le obbligazioni risponde soltanto la società con il suo patrimonio (sono persone giuridiche).
Le leggi speciali possono imporre un numero minimo di soci maggiore dell'ordinario per determinate categorie di cooperative (es. 200 soci per le banche di credito cooperativo); anche le banche popolari sono costituite in forma cooperativa e rappresentano un ibrido fra gli istituti bancari tradizionali (es. Casse di Risparmio) e le B.C.C. in quanto hanno alcune caratteristiche dell'una (possono essere quotate in Borsa come le banche tradizionali) e alcune caratteristiche dell'altra (voto capitario come per le B.C.C.).
La legge 03.04.2001, n. 142 ha obbligato le cooperative a dotarsi di uno specifico regolamento di disciplina dei rapporti di lavoro interni. Sono eleggibili come soci i maggiorenni che già esercitino un'arte, mestiere o professione coerente e utile per il perseguimento dell'oggetto sociale dell'impresa cooperativa, muniti di specializzazione, attitudine ed effettiva capacità al lavoro.

## Tipologie di cooperative

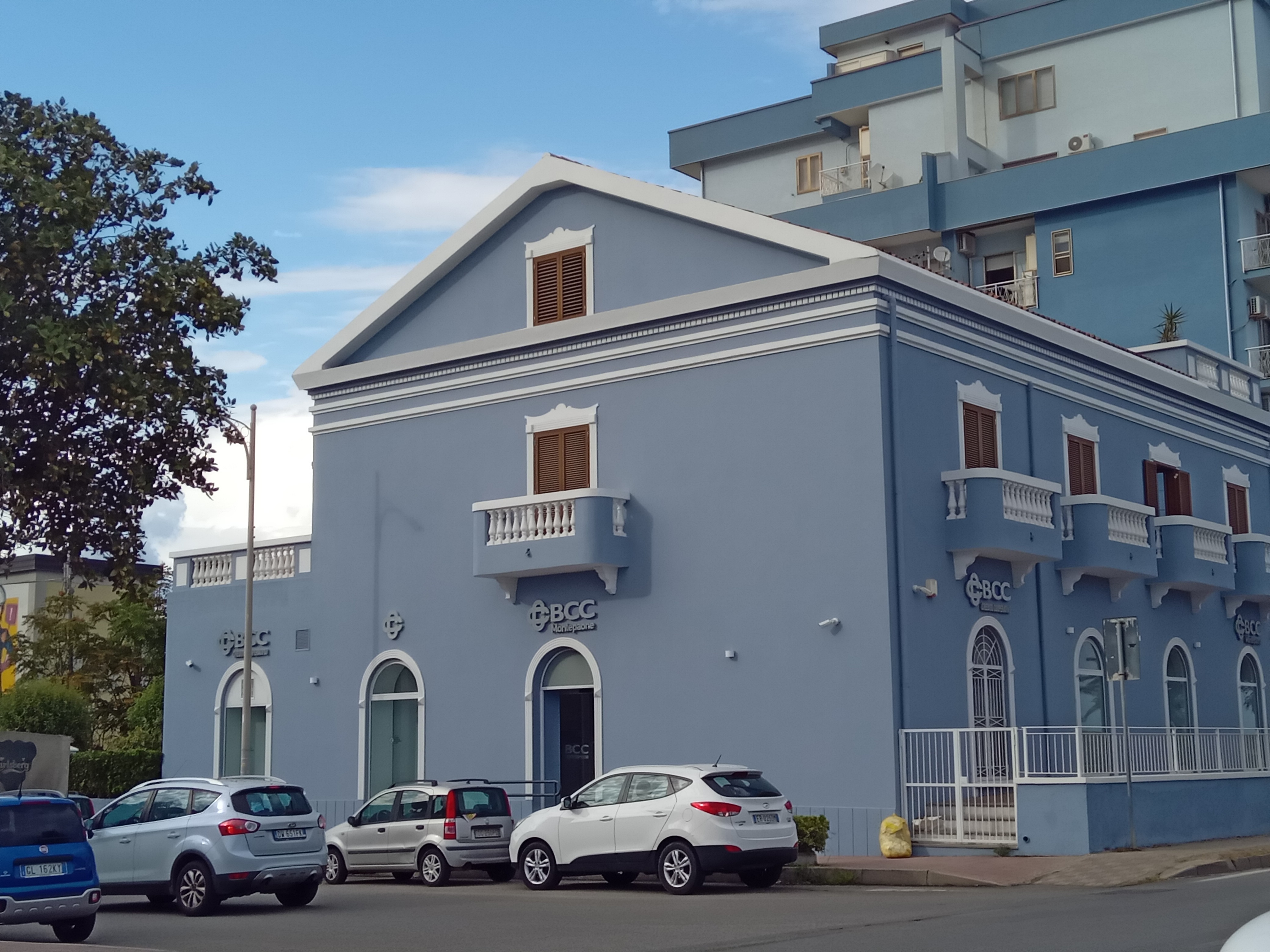
Una filiale BCC Montepaone a Catanzaro

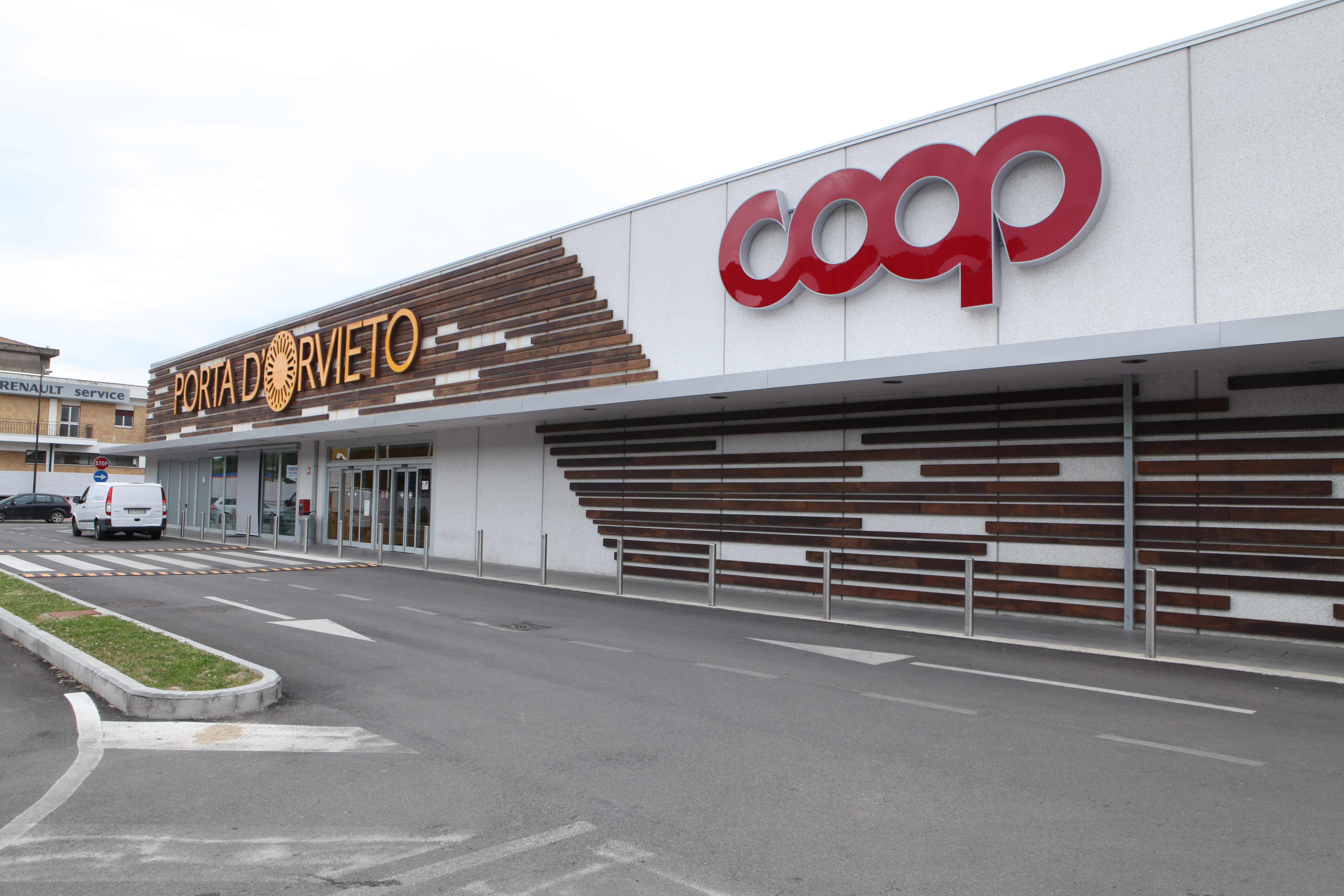
Centro commerciale Porta d'Orvieto Coop Centro Italia

A seconda della natura dei soci e delle finalità che gli stessi intendono perseguire possiamo avere:
- una Cooperativa di credito: in particolare queste sono rappresentate dalle Banche di Credito Cooperativo (BCC): lo scopo consiste nel fare una politica del credito equa verso i loro soci e clienti, discostandosi da logiche di mero guadagno;
- una Cooperativa di consumatori: l'obiettivo è di acquistare e rivendere beni di ottima qualità a prezzi vantaggiosi ai propri soci, e più in generale, ai consumatori (un esempio di tale cooperativa possono essere le cooperative consorziate in Coop Italia);
- una Cooperativa di dettaglianti: lo scopo è unirsi sotto un'unica insegna per occuparsi congiuntamente di acquisti e pubblicità. Questo tipo di associazione permette di risparmiare risorse e di affrontare uniti la concorrenza. Un esempio di tale cooperativa è Conad.
- una Cooperativa di produzione e lavoro: lo scopo consiste nel procurare lavoro alle migliori condizioni possibili per i propri soci-lavoratori; il rapporto fra socio e cooperativa è regolato dal Regolamento interno (obbligatorio per questo tipo di cooperative ai sensi della legge n. 142/2001);
- una Cooperativa sociale: si tratta di una cooperativa di lavoro per la gestione di servizi socio sanitari ed educativi (dette di tipo A) o finalizzata all'inserimento lavorativo di persone svantaggiate come disabili, ex detenuti, ecc. (dette di tipo B);

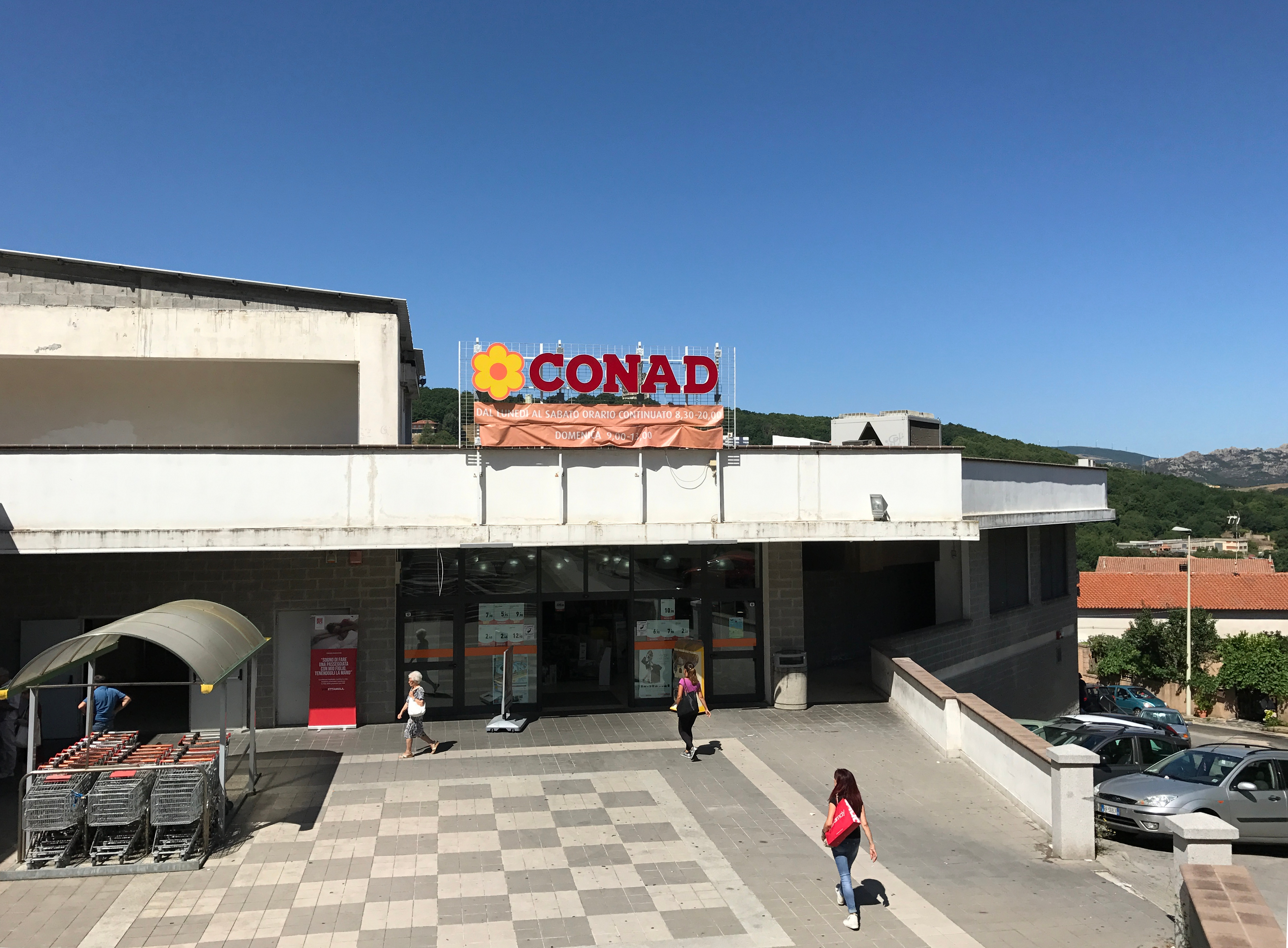
Un supermercato Conad ad Olbia

- una Cooperativa di abitanti o Cooperativa edilizia: finalizzata alla costruzione di alloggi per i propri soci in un rapporto corretto tra qualità e prezzo;

- una Cooperativa agricola o della pesca: si tratta di una cooperativa per coltivazione, trasformazione, conservazione, distribuzione di prodotti agricoli o zootecnici oppure finalizzate all'esercizio in comune della pesca o di attività ad essa inerenti.
- una Cantina sociale: si tratta di una cooperativa che ha lo scopo di vinificare e commercializzare in modo associato il vino prodotto a partire dalle uve conferite dai soci; analogo scopo, in campo lattiero-caseario e oleicolo, hanno le latterie sociali e i frantoi sociali.
- una cooperativa di secondo grado ovvero un consorzio di cooperative.

## Forme ibride
La legge italiana consente la creazione di società cooperative a responsabilità limitata, di Srl unipersonali e di SpA unipersonali; tuttavia, l'art. 2522 del codice civile vieta la costituzione di società cooperative unipersonali.
Tale forma giuridica del diritto societario è valutata in Paesi esteri per agevolare l'incubazione di imprese ad alto contenuto tecnologico e ad alta intensità di capitali.
Nel caso le quote siano rappresentate da azioni allora si ha la Società Cooperativa per Azioni (SCpA). Queste possono emettere strumenti finanziari lucrativi e possono essere quotate in borsa, caso tipico delle banche popolari.
La forma societaria cooperativa dispone di un codice di diritto positivo per l'organizzazione dell'attività, che talora si trasforma in uno strumento nelle mani dei soggetti di natura pubblica per controllare in modo diretto, diffuso e pervasivo la prestazione lavorativa di soggetti privati.

Nel caso degli ormeggiatori, la legge obbliga all'iscrizione in uno specifico registro pubblico e attribuisce alle autorità portuali la facoltà di obbligare gli iscritti a costituirsi in una società cooperativa. L'organizzazione e le modifiche statutarie di tali società private sono subordinate all'approvazione del Comandante del Porto che le valuta in conformità alle direttive emanate dal Ministero delle Infrastrutture e dei Trasporti.

## In Svizzera
La legislazione elvetica prevede che le società cooperative siano composte da almeno sette persone, in base al cosiddetto principio dell'azione comune che presume una pluralità di soggetti componenti.
La società cooperativa unipersonale non è prevista in base a un presunto nesso causale fra il numero di membri e la perseguibilità di un'azione comune.
Tale norma non prende in esame la possibilità di aggregazioni esterne mediante la creazione di imprese comuni di associazione cooperative unipersonali.

## Riferimenti normativi
- Titolo VI, Capo I del Codice civile
- Decreto legislativo del Capo provvisorio dello Stato 14 dicembre 1947, n. 1577 - Provvedimenti per la cooperazione.
- Decreto legislativo 2 agosto 2002, n. 220 - Norme in materia di riordino della vigilanza sugli enti cooperativi, ai sensi dell'articolo 7, comma 1, della legge 3 aprile 2001, n. 142, recante: "Revisione della legislazione in materia cooperativistica, con particolare riferimento alla posizione del socio lavoratore".
- Decreto ministeriale 4 dicembre 2014 - Istituzione nuovo regime aiuto per la nascita e lo sviluppo di società cooperative di piccola e media dimensione (Nuova Marcora).
- Art. 13-ter del decreto-legge 3 settembre 2019, n. 101 - Disposizioni urgenti per la tutela del lavoro e per la risoluzione di crisi aziendali.